# لوك تومسون (لاعب اتحاد الرغبي)
لوك تومسون (باليابانية: トンプソンルーク) هو لاعب اتحاد الرغبي ياباني، ولد في 16 أبريل 1981 في كرايستشرش في نيوزيلندا.

## وصلات خارجية
- لوك تومسون عل موقع إسبنسكروم (الإنجليزية)
- لوك تومسون على موقع ItsRugby.co.uk (الإنجليزية)